# Willie en Nellie
Willie en Nellie was een Nederlands televisieprogramma voor kinderen, dat tussen 1996 en 1999 te zien was bij de NCRV op Nederland 1. Het maakte deel uit van het kindersegment Alles Kits en werd geschreven en gespeeld door Wilke Durand (Willie) en Nelleke Zitman (Nellie). De regie was in handen van Erik van 't Wout voor de eerste twee seizoenen en Arno Dierickx voor het laatste seizoen.   

## Verhaal
Willie en Nellie zijn twee Haagse zussen die beide werkzaam zijn als toiletjuffrouw op het treinstation Holland Spoor; Willie op het damestoilet en Nellie bij de heren. De Vlaamse Gaston Scheetemakers is hun chef als hoofd van de afdeling kluisjes en toiletten. Michieltje komt dagelijks even op bezoek als hij op weg naar school is, Willie en Nellie zijn gek op de kleine jongen. Tot slot komt hun eveneens Haagse neef Harrie af en toe voorbij.  

## Rolverdeling
Met terugkerende rollen van:
- Wilke Durand als Willie
- Nelleke Zitman als Nellie
- Jappe Claes als Gaston Scheetemakers
- Ramses Molijn als Michieltje
- Bob Schwarze/Martin van Waardenberg als neef Harrie

En met gastrollen van onder andere Pierre Bokma, Frédérique Huydts, Ad Fernhout en Eric Corton.